# Estnischer Fußballpokal 1998/99
Der Estnische Fußballpokal 1998/99 war die neunte Austragung des estnischen Pokalwettbewerbs der Männer. Das Finale fand am 25. Mai 1999 statt.
Pokalsieger wurde der FC Levadia Maardu. Titelverteidiger FC Flora Tallinn schied im Halbfinale aus.

## Vorrunde
Teilnehmer: 18 Teams der viertklassigen II liiga und tiefer.
| Datum      |                       | Ergebnis              |                      |
| ---------- | --------------------- | --------------------- | -------------------- |
| 12.08.1998 | JK Võru               | 1:4                   | Lasnamäe JK          |
| 12.08.1998 | Hiiumaa ÜJK           | 1:6                   | Kohtla-Järve JK Alko |
| 12.08.1998 | FC Toompea            | 4:2                   | Põlva JK Lootos      |
| 12.08.1998 | JK Loo Auto           | 1:4                   | Kuusalu JK Rada/HKL  |
| 12.08.1998 | Kuusalu JK Kabris     | 0:4                   | SK Tapa              |
| 12.08.1998 | FC Rakvere            | 3:3 n. V. (5:3 i. E.) | FC Flora Kehtna      |
| 13.08.1998 | Emmaste JK            | 0:2                   | Rapla JK Atli        |
| 18.08.1998 | Flora Fännklubi       | 0:1 n. V.             | JK Sarma Kuressaare  |
| 18.08.1998 | Lasnamäe JK Veteranid | 6:0                   | FC Concordia Tallinn |

## 1. Runde
Teilnehmer: Die neun Sieger der Vorrunde und drei weitere Teams der II liiga und vier Teams der III liiga.
| Datum      |                        | Ergebnis              |                      |
| ---------- | ---------------------- | --------------------- | -------------------- |
| 18.08.1998 | Lasnamäe JK Veteranid  | 6:0                   | FC Hiiu Kalur Kärdla |
| 26.08.1998 | JK Järvamaa            | 1:4                   | FC M.C. Tallinn      |
| 26.08.1998 | Lasnamäe JK            | 4:4 n. V. (5:4 i. E.) | FC Lelle             |
| 26.08.1998 | Kuusalu JK Rada/HKL    | 1:3                   | SK Tapa              |
| 26.08.1998 | JK Karksi              | 2:3                   | FC Rakvere           |
| 26.08.1998 | Viljandi JK Tulevik II | 1:8                   | Kohtla-Järve JK Alko |
| 30.08.1998 | JK Sarma Kuressaare    | 3:1                   | Rapla JK Atli        |
|            | FC Toompea             | Freilos               |                      |

## 2. Runde
Teilnehmer: Die acht Sieger der 1. Runde, die sechs besten Zweitligisten 1998 (JK Kalev Sillamäe, FC Lootus Kohtla-Järve, FC Kuressaare, FC Levadia Maardu, KSK Vigri Tallinn und FC Valga), sowie die Drittligisten Narva FK Baltika und FC Valga Warrior.
| Datum      |                       | Ergebnis  |                        |
| ---------- | --------------------- | --------- | ---------------------- |
| 15.09.1998 | JK Sarma Kuressaare   | 0:2       | KSK Vigri Tallinn      |
| 15.09.1998 | Lasnamäe JK           | 0:3       | FC Kuressaare          |
| 15.09.1998 | SK Tapa               | 1:3 n. V. | FC Valga               |
| 15.09.1998 | FC Toompea            | 1:4       | FC Lootus Kohtla-Järve |
| 15.09.1998 | Kohtla-Järve JK Alko  | 0:2       | FC Levadia Maardu      |
| 15.09.1998 | FC M.C. Tallinn       | 4:1       | JK Kalev Sillamäe      |
| 16.09.1998 | Lasnamäe JK Veteranid | 1:3       | Narva FK Baltika       |
| 17.09.1998 | FC Rakvere            | 2:5       | FC Valga Warrior       |

## Achtelfinale
Teilnehmer: Die acht Sieger der 2. Runde und die acht Teams der Meistriliiga (FC Flora Tallinn, FC Lantana Tallinn, Tallinna Sadam, JK Eesti Põlevkivi Jõhvi, SK Lelle, FC TVMK Tallinn, JK Trans Narva und Viljandi JK Tulevik), die alle auswärts antraten.
| Datum      |                        | Ergebnis              |                          |
| ---------- | ---------------------- | --------------------- | ------------------------ |
| 11.10.1998 | FC Valga Warrior       | 00:25                 | JK Trans Narva           |
| 11.10.1998 | FC M.C. Tallinn        | 0:2                   | JK Tallinna Sadam 1      |
| 11.10.1998 | FC Levadia Maardu 1    | 3:0                   | JK Eesti Põlevkivi Jõhvi |
| 31.10.1998 | KSK Vigri Tallinn      | 1:9                   | FC Flora Tallinn         |
| 31.10.1998 | FC Lootus Kohtla-Järve | 1:5                   | Viljandi JK Tulevik      |
| 31.10.1998 | Narva FK Baltika       | 0:1                   | FC TVMK Tallinn          |
| 08.11.1998 | FC Kuressaare          | 1:1 n. V. (5:6 i. E.) | FC Lantana Tallinn       |
| 08.11.1998 | FC Valga               | 1:3 n. V.             | Lelle SK                 |

## Viertelfinale
| Datum             |                     | Gesamt    |                   | Hinspiel | Rückspiel |
| ----------------- | ------------------- | --------- | ----------------- | -------- | --------- |
| 09.04./24.04.1999 | FC Maardu           | 01:23     | FC Levadia Maardu | 00:10    | 01:13     |
| 10.04./24.04.1999 | Viljandi JK Tulevik | 6:1       | Lelle SK          | 0:1      | 6:0       |
| 10.04./24.04.1999 | FC Lantana Tallinn  | 1:7       | FC Flora Tallinn  | 0:1      | 1:6       |
| 10.04./24.04.1999 | FC TVMK Tallinn     | (a)2:2(a) | JK Trans Narva    | 0:0      | 2:2       |

## Halbfinale
| Datum             |                     | Gesamt |                  | Hinspiel | Rückspiel |
| ----------------- | ------------------- | ------ | ---------------- | -------- | --------- |
| 08.05./15.05.1999 | FC Levadia Maardu   | 4:3    | FC Flora Tallinn | 1:1      | 3:2       |
| 08.05./15.05.1999 | Viljandi JK Tulevik | 1:0    | FC TVMK Tallinn  | 1:0      | 0:0       |

## Finale
| Paarung             | FC Levadia Maardu – Viljandi JK Tulevik |
| Ergebnis            | 3:2 (1:1) |
| Datum               | 25. Mai 1999 |
| Stadion             | Keskstaadion, Valga |
| Zuschauer           | 500 |
| Schiedsrichter      | Jüri Saar |
| Tore                | 0:1 Dmitri Ustritski (15.) 1:1 Ivan O’Konnel-Bronin (17.) 2:1 Ilja Gussev (52.) 2:2 Teet Allas (68.) 3:2 Andrei Krõlov (75.) |
| FC Levadia Maardu   | Ernest Martinsons – Eduard Vinogradov, Juri Leitan, Igor Prins, Liivo Leetma – Konstantin Kolbassenko, Stanislav Svetogor (89. Igor Bratšuk), Ilja Gussev (88. Andrei Afanassov), Ivan O’Konnel-Bronin – Indro Olumets (90. Maksim Rõtškov), Andrei Krõlov Cheftrainer: Sergei Ratnikov |
| Viljandi JK Tulevik | Ain Tammus – Teet Allas, Raivo Nõmmik, Mati Pari, Gert Olesk – Vahur Vahtramäe (85. Janno Jürisson), Marius Dovydenas, Marko Lelov (63. Meelis Rooba), Andre Anis – Jan Õun, Dmitri Ustritski Cheftrainer: Tarmo Rüütli                                                                 |
| Gelbe Karten        | Stanislav Svetogor – Jan Õun |